# Mecodium mikawanum
Mecodium mikawanum là một loài dương xỉ trong họ Hymenophyllaceae. Loài này được Seriz. mô tả khoa học đầu tiên năm 1983.
Danh pháp khoa học của loài này chưa được làm sáng tỏ. 